# Margecany
Margecany (německy Margareten, maďarsky Margitfalva) jsou obec v Košickém kraji na východním Slovensku. Leží v okrese Gelnica na soutoku řek Hornád a Hnilec při Ružínské přehradě. Nadmořská výška obce je 330 metrů. Žije v nich přibližně 1 800 obyvatel.
První zmínka je z roku 1235. Dnes jsou Margecany především železničním uzlem: z hlavní trati Žilina–Košice (někdejší Košicko-bohumínské dráhy) odbočuje malebná horská trať Margecany – Červená Skala na Gelnicu, Brezno a Banskou Bystricu.

## Historie
První písemná zmínka o Margecanech je z roku 1235. Z nich vyplývá, že vesnička Margecany vznikla v katastru báňského města Gelnica a její původní název se váže k názvu zdejšího kostela.
Navzdory značnému poklesu obyvatel následkem morových epidemií v letech 1662–1710 byly Margecany na konci 18. století již významným územním sídlem. Dokazuje to i skutečnost, že měly svou pečeť. Její vznik je datován k roku 1789. Na pečeti je zobrazena sv. Markéta s třemi kopretinami a nápis „Sigil: Communitatis Margithfalva 1789“. Uvedená pečeť je uchována na listině. Roku 1918 postihla obec epidemie španělské chřipky. V roce 1937 byl do obce zaveden elektrický proud. V roce 1960 se s obcí administrativně spojila osada Rolová huť. Rok 1963 byl rokem velkých změn. Začalo stěhování lidí a výstavba vodního díla Ružín. Původní obec Margecany ležící na břehu řek Hornád a Hnilec zanikla v roce 1970. Z původních Margecan se do dnešních dob zachoval jen římskokatolický kostel sv. Markéty a cementárna Vápenka Margecany.

## Společnost
Obec Margecany má fotbalový klub TJ FC Lokomotiva Margecany, klub stolního tenisu ŠKST TOPSPIN Margecany, sportovně-střelecký klub SSK Margecany, šachový klub OŠK Margecany a odbor Klubu slovenských turistů. V Margecanech se také nachází Klub důchodců, Myslivecké sdružení, Klub dárců krve a MS Slovenského červeného kříže. Z oblasti školství je tam základní škola s mateřskou školou a soukromá základní škola. Také zde sídlí římskokatolická farnost a sbor dobrovolných hasičů. Folklorní soubory v Margecanech jsou DFS Jadlovec, DFS Jadlovček a DFS Markétka. V budově obecního úřadu sídlí knihovna a kino Družba.

## Pamětihodnosti
- Margecanský tunel
- V katastrálním území obce leží přírodní památka Margecianska línia.